# Stazione di Ravenna
La stazione di Ravenna è una stazione ferroviaria a servizio del comune di Ravenna, posta sulla linea Ferrara-Rimini. Da questo scalo si diramano inoltre le linee per Faenza e per Castelbolognese.

## Storia

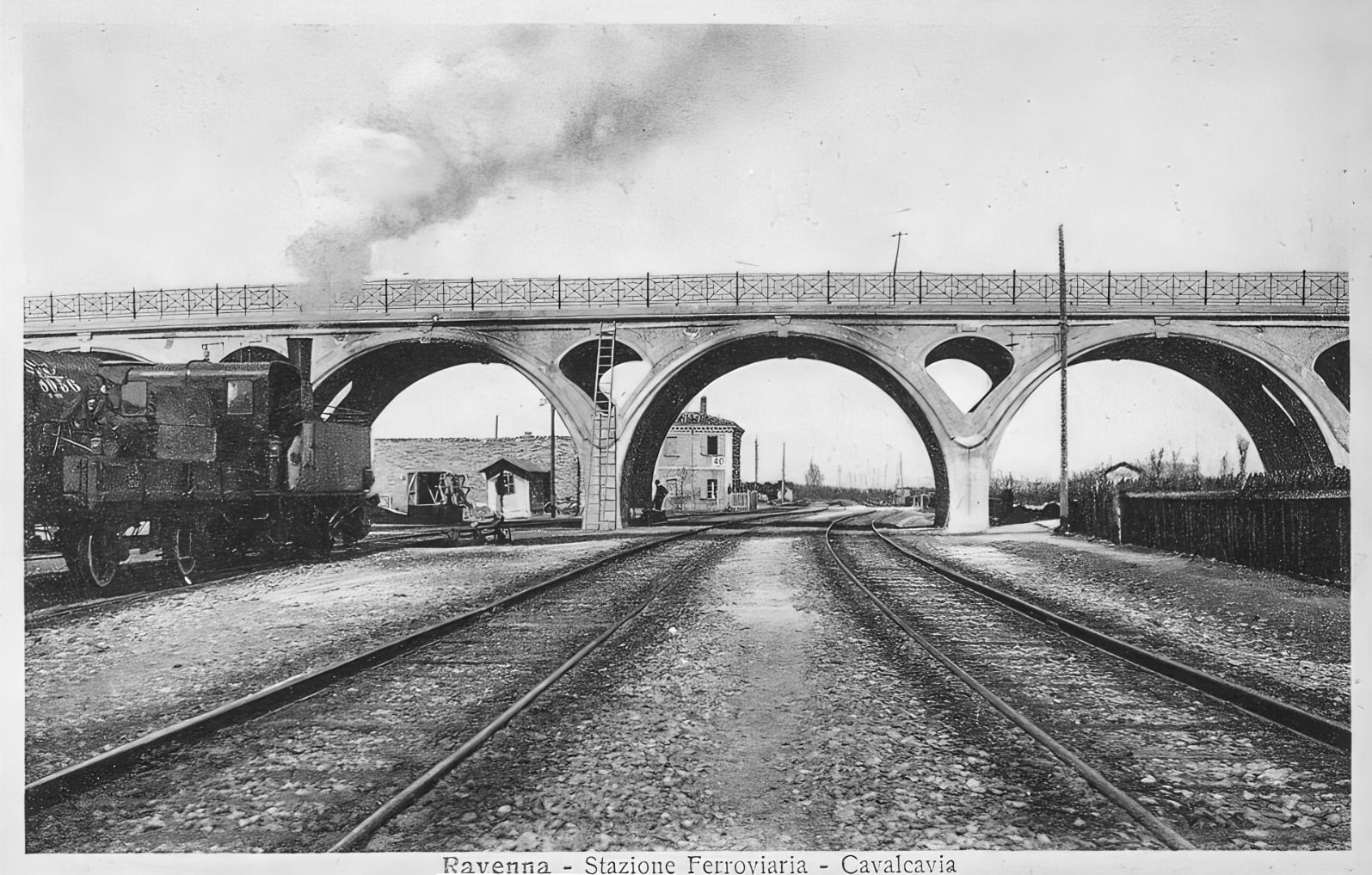
Il vecchio ponte Teodorico, che divideva la stazione dallo scalo merci, in una cartolina datata 1899

Veduta aerea della darsena di Ravenna nel 1960, in basso la stazione con i vecchi raccordi verso le industrie del canale

La stazione venne inaugurata ufficialmente il 23 agosto 1863, in concomitanza con l'apertura della linea ferroviaria proveniente da Castel Bolognese. La posizione dell'impianto fu stabilita in maniera unanime dal consiglio comunale ravennate, in prossimità della Darsena in modo da favorire l'interscambio con il porto.
La gestione inizialmente venne affidata alla società Gonzales & Tatti di Milano. A partire dal giugno 1864, essa passò alla Società Italiana per le Strade Ferrate Meridionali.
La stazione, all'epoca costruita in una zona periferica della città, tra il centro storico e la parte terminale del porto, è stata nel corso degli anni inglobata dal tessuto urbano. Proprio per questo motivo, anche nell'ottica dei progetti di riqualificazione del quartiere Darsena, sono stati avviati studi per la creazione di un nuovo scalo per il servizio viaggiatori, a nord-ovest della città, che porterebbero alla dismissione degli impianti attuali.

## Strutture e impianti

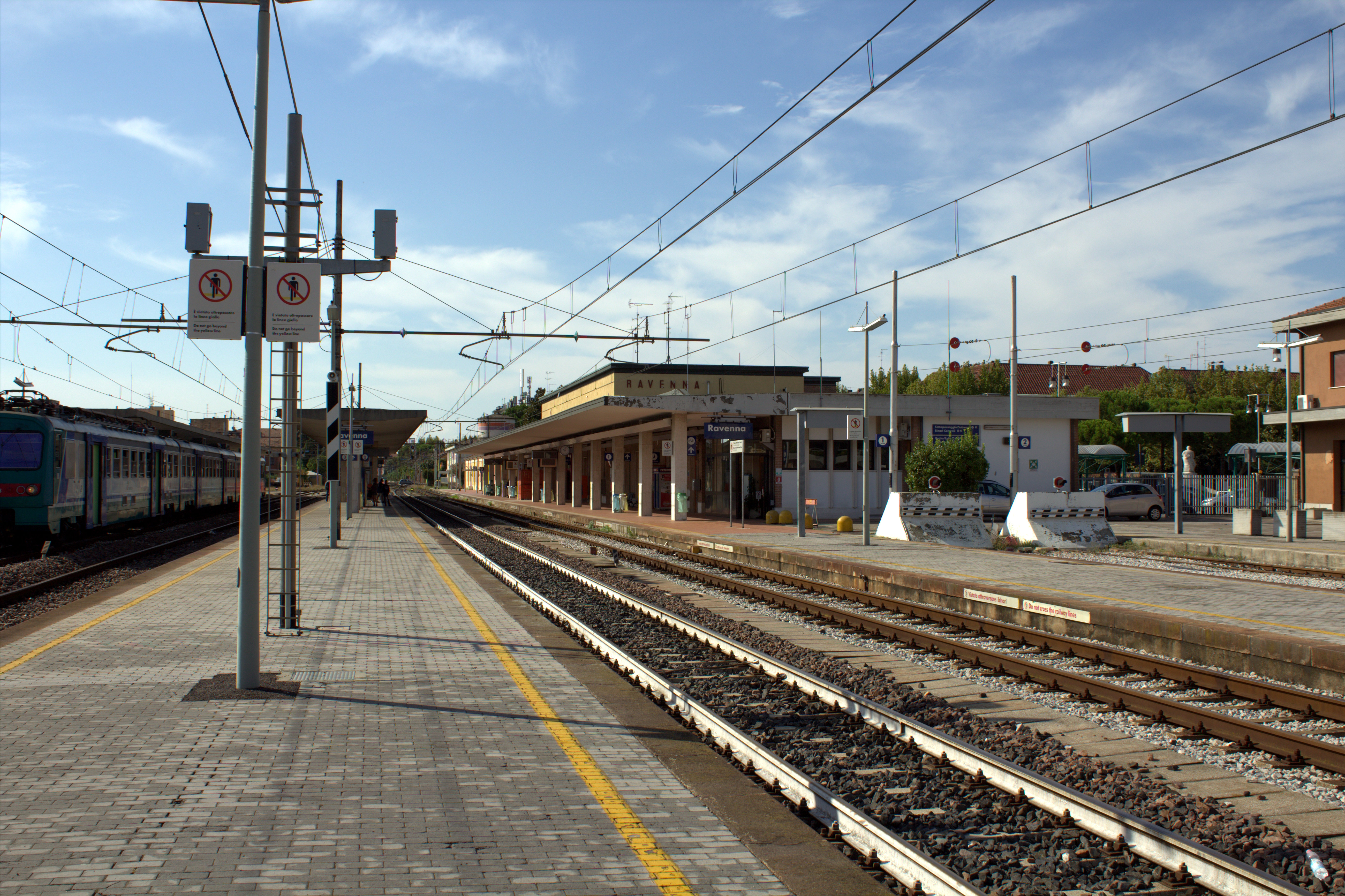
Il piazzale centrale della stazione nell'estate del 2013

La stazione è dotata di un fabbricato viaggiatori di riedificazione post bellica e di tre piazzali distinti di cui due dedicati al traffico merci: centrale, merci e Tripoli. Il centrale è comprensivo di 11 binari (8 passanti e 3 tronchi piazzale nord) ed è utilizzato prevalentemente per il servizio viaggiatori; l'unico binario a non essere servito da banchina e pensilina è l'ottavo passante che funge da binario d'inoltro verso il porto di Ravenna. Il fascio merci si compone a sua volta di un fascio di presa e consegna (8 binari), di 7 binari (2 ANIC + 5 lavaggi) dedicati allo stazionamento di locomotori e carri scartati e di uno di transito per la sponda sinistra Candiano. Infine, il fascio Tripoli per lo scalo merci, utilizzato in passato per il carico e scarico di treni trasportanti collettame e merce varia, si compone di 10 binari di cui uno con annessa sagoma limite e ponte a bilico.
È dotata di impianto ACEIT, segnalamento basso da manovra e alto plurimo.

### Architettura
Distrutto dai bombardamenti del 1944, il fabbricato viaggiatori è stato riedificato nel 1952. La facciata, con paramento in mattoni, è caratterizzata dalla presenza di cinque ampi finestroni a tutto sesto che ricordano quelli della vicina chiesa di San Giovanni Evangelista, interrotti, a circa metà della loro altezza, da una pensilina in cemento armato. Le aree commerciali della stazione sono state gestite da Centostazioni fino al 16 luglio 2018, data in cui questa si fuse con Rete Ferroviaria Italiana.
A fine di collegare il vicino quartiere Farini alla darsena, venne realizzato un sottopassaggio nelle vicinanze dell'impianto, poi riqualificato e adornato con graffiti di "pop art".

### Piazzali

#### Fascio viaggiatori
Il piazzale viaggiatori è composto di 8 binari centrali, di cui sette serviti da banchine coperte, e di tre binari tronchi posti in posizione laterale (tronchi nord); 9 di questi sono utilizzati per il servizio. L'ottavo binario, che originariamente permetteva l'accesso a delle aste di manovra e raccordi per la nuova darsena poi soppressi negli anni 2000, svolge la funzione di binario di inoltro per la dorsale destra provenendo dal fascio merci e verso questo provenendo dal senso opposto. A tale binario è collegata anche una piccola rimessa per mezzi d'opera.
Comprende varie infrastrutture e fabbricati quali lo stesso fabbricato viaggiatori, quello dedicato al dopolavoro ferroviario ed altre per scopi di servizio (come ad esempio i dormitori). È presente anche la torre dell'acqua, collegata all'esistente impianto idraulico di rifornimento per locomotive a vapore.

#### Fascio merci

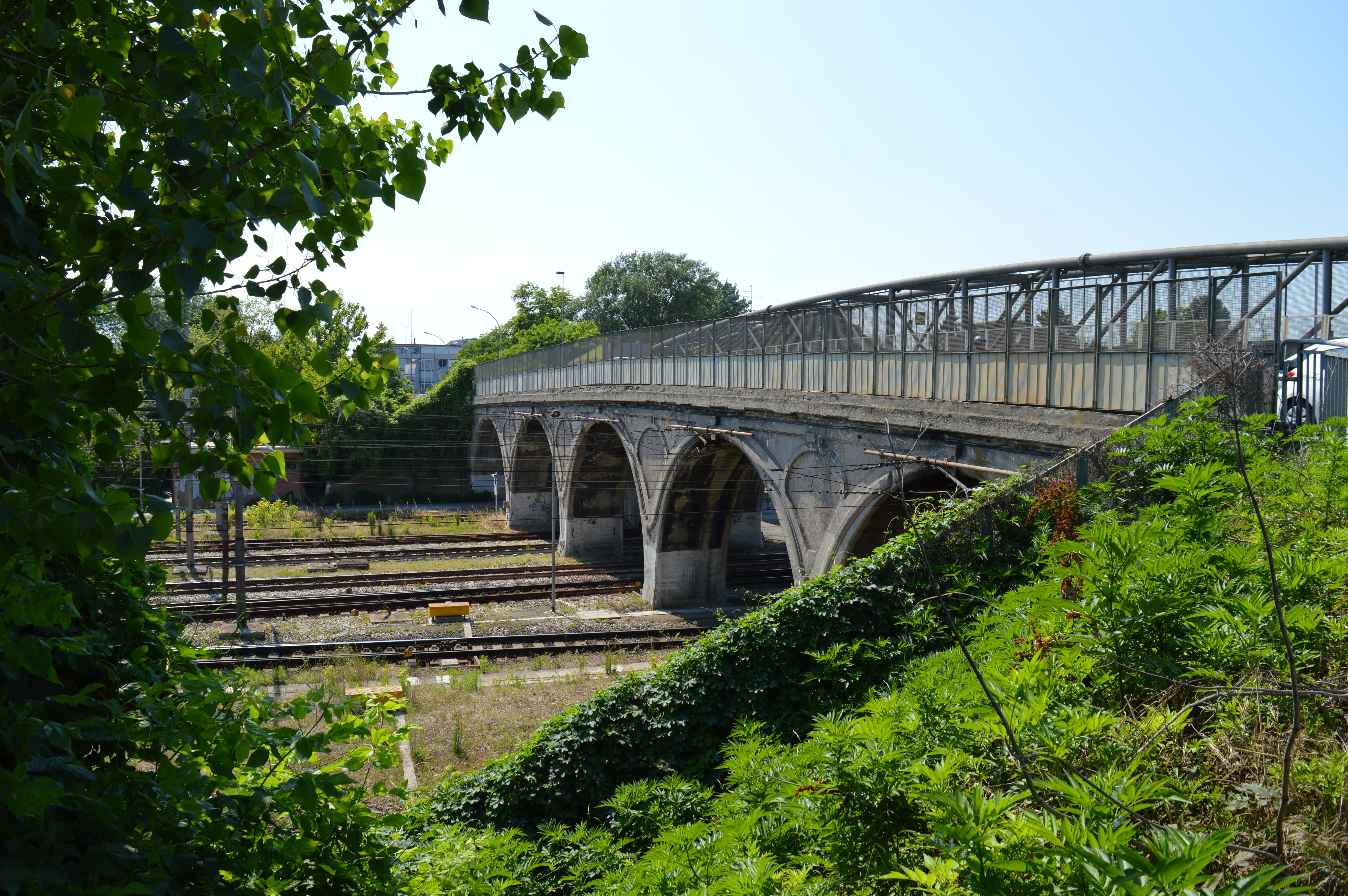
Binari a nord della stazione e il vecchio ponte Teodorico, demolito nel 2020

Lo scalo merci si sviluppa su un'area complessiva di 310100 m² e dotato di 15 binari dedicati allo smistamento e sosta merci, di cui uno attrezzato per le merci pericolose. Si estende dal ponte Teodorico fino alla fine dell'area di stazione lato Castel Bolognese/Ferrara e comprende varie suddivisioni interne, quali:
- Fascio presa e consegna
- Fascio Tripoli
- Fascio Lavaggi e ANIC
- Fascio Rimessa

## Movimento

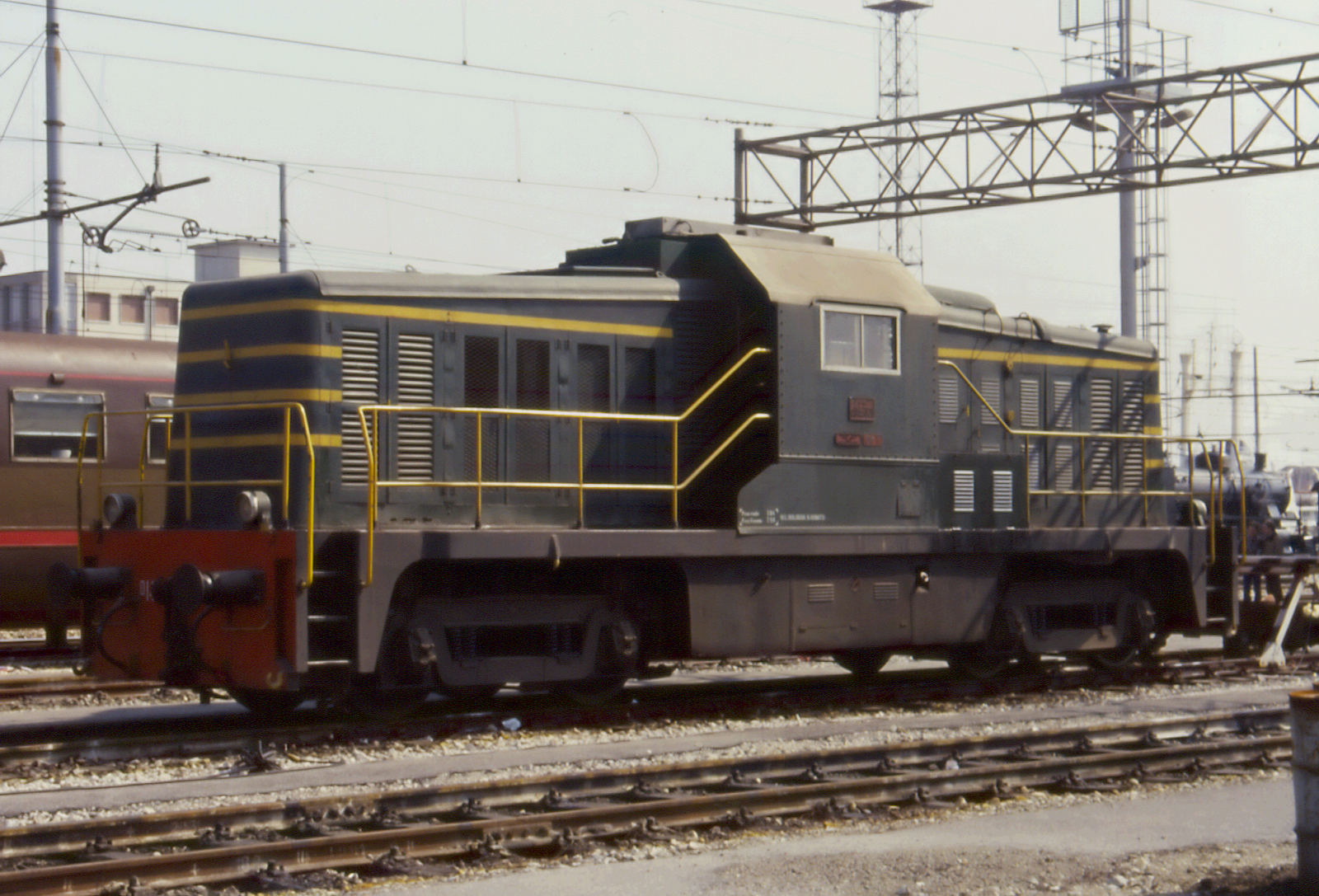
Locomotiva D.143.3028 in sosta nel 1987, utilizzata dal servizio manovra

### Traffico viaggiatori
La stazione è servita da treni regionali svolti da Trenitalia Tper nell'ambito del contratto di servizio stipulato con la Regione Emilia-Romagna, nonché da collegamenti a lunga percorrenza di Trenitalia, oltre al collegamento stagionale denominato Freccia Orobica, di Trenitalia Tper.
Al 2007 l'impianto risultava frequentato da 3 182 persone mentre dieci anni dopo questo numero si abbassò a 2 885.
Limitatamente al trasporto regionale, a novembre 2019, la stazione risultava frequentata da un traffico giornaliero medio di circa 7 116 persone (3 593 saliti e 3 523 discesi).

### Traffico merci
Data la sua vicinanza al porto, la stazione funge da scalo per il trasporto di merci con origine/destinazione verso stesso. Le manovre nello scalo merci e all'interno dello scalo candiano, interessato a sua volta da treni di diverse imprese ferroviarie, sono svolte da un'ATI composta da Mercitalia Shunting & Terminal (ex Serfer, operante sulla sponda sinistra) e Dinazzano Po (operante sulla sponda destra, nel porto di San Vitale).

## Servizi
La stazione, classificata da RFI nella categoria gold, dispone dei seguenti servizi:
- Biglietteria a sportello
- Biglietteria automatica
- Sala d'attesa
- Servizi igienici
- Posto di Polizia ferroviaria
- Bar
- Ristorante
- Negozi

## Interscambi
La stazione permette i seguenti interscambi:
- Fermata autobus

### Annotazioni
1. ↑  Vedi sezione dedicata.
2. ↑  Vedi sezione dedicata.

### FS / RFI
- Ente Ferrovie dello Stato - Divisione Costruzioni S.G.L. 1ª, Linea: Ferrara-Ravenna-Rimini. Stazione di Ravenna. Impianto ACEIT - Piano schematico, agosto 1999  [luglio 1986].
- Ente Ferrovie dello Stato - Divisione Costruzioni S.G.L. 1ª, Linea: Ferrara-Ravenna-Rimini. Stazione di Ravenna. Impianto ACEIT - Piano schematico, marzo 2002  [luglio 1986].
- Rete Ferroviaria Italiana - Direzione Circolazione, Fascicolo Linea 85, su normativaesercizio.rfi.it, ed. dicembre 2003, Direzione Territoriale Produzione di Bologna. URL consultato l'8 dicembre 2021.
- RailNetEurope e Rete Ferroviaria Italiana, Modello standard RNE per la descrizione dell'impianto di Ravenna (PDF), su dpspa.it, 30 novembre 2020. URL consultato il 9 febbraio 2022.
- Rete Ferroviaria Italiana, Ravenna, su rfi.it. URL consultato l'8 dicembre 2021.